# Nongofaire-Peulh
Ne doit pas être confondu avec Nongofaire ou Nongofaire-Silmi-Mossi.
Nongofaire-Peulh est une localité située dans le département de Oula de la province du Yatenga dans la région Nord au Burkina Faso.

## Géographie
Nongofaire-Peulh, rattaché à Nongofaire (situé au sud) tout en étant indépendant, se trouve à environ 17 km à l'est de Oula, le chef-lieu du département, et à environ 35 km au sud-est du centre de Ouahigouya.
La localité est historiquement peuplée par l'ethnie Peulh.

## Santé et éducation
Le centre de soins le plus proche de Nongofaire-Peulh est le centre de santé et de promotion sociale (CSPS) de Nongofaire tandis que le centre hospitalier régional (CHR) se trouve à Ouahigouya.
L'école primaire publique et le collège d'enseignement général (CEG) les plus proches se trouvent à Nongofaire.